# 이브 테리오

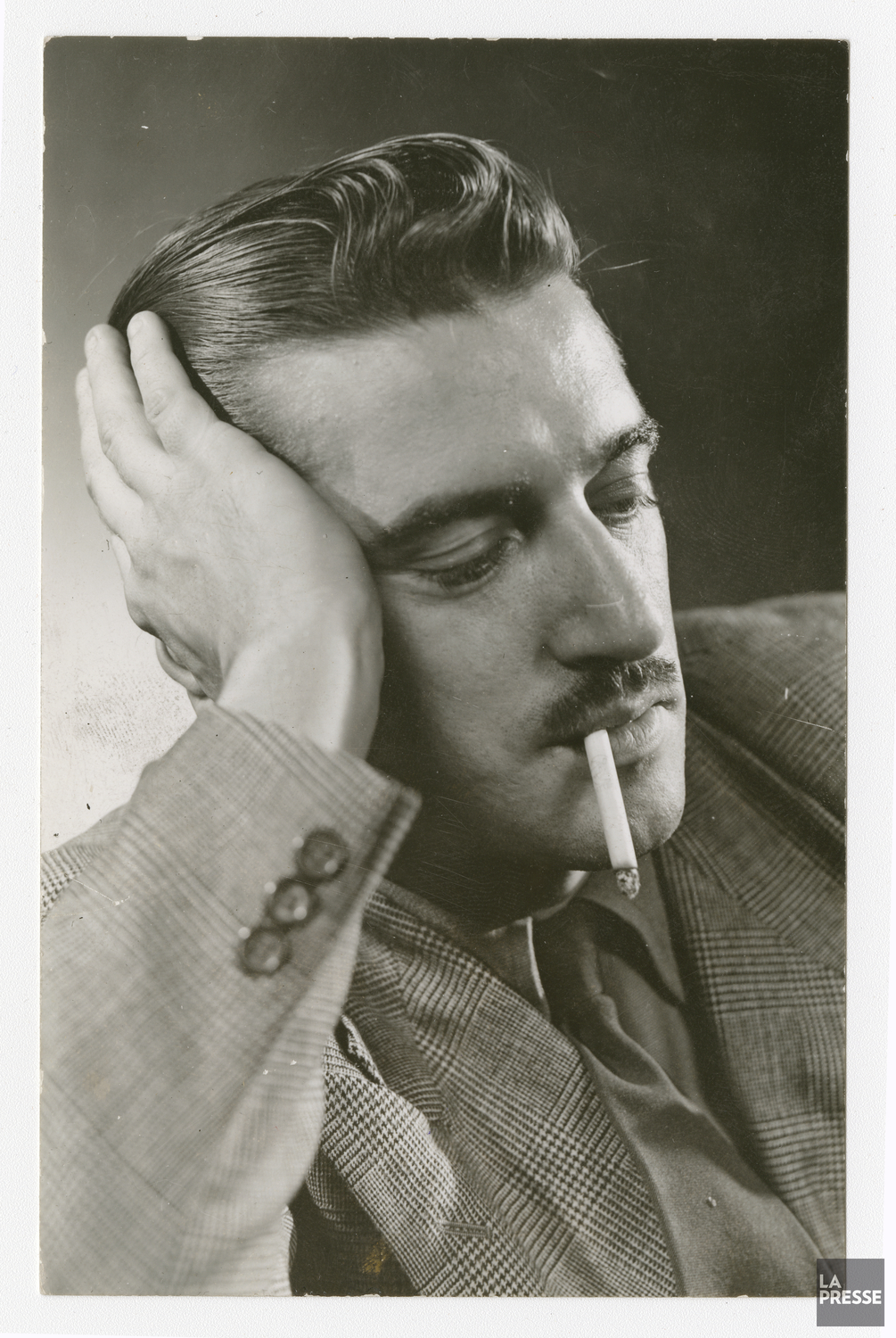

이브 테리오(프랑스어: Yves Thériault, 1916년 11월 28일 ~ 1983년 10월 20일)는 캐나다의 소설가, 각본가이다. 대표작으로 이누이트인과 백인의 법률의 관계를 그린 소설 《아가국》이 있다.

## 작품
- 《아론》(Aaron, 1954)
- 《아가국》(Agaguk, 1958)
- 《아시니》(Ashini, 1960)
- 《은추크》(N'Tsuk, 1968)